# Royal Jordanian
Royal Jordanian (arabisch الملكية الأردنية, DMG al-Malakiyya al-Urdunniyya), zuvor Alia Royal Jordanian Airlines, ist die nationale Fluggesellschaft Jordaniens mit Sitz in Amman und Basis auf dem Queen Alia International Airport. Sie ist Mitglied der Arab Air Carriers Organization und der Luftfahrtallianz oneworld.

## Geschichte

### Gründung und erste Jahre

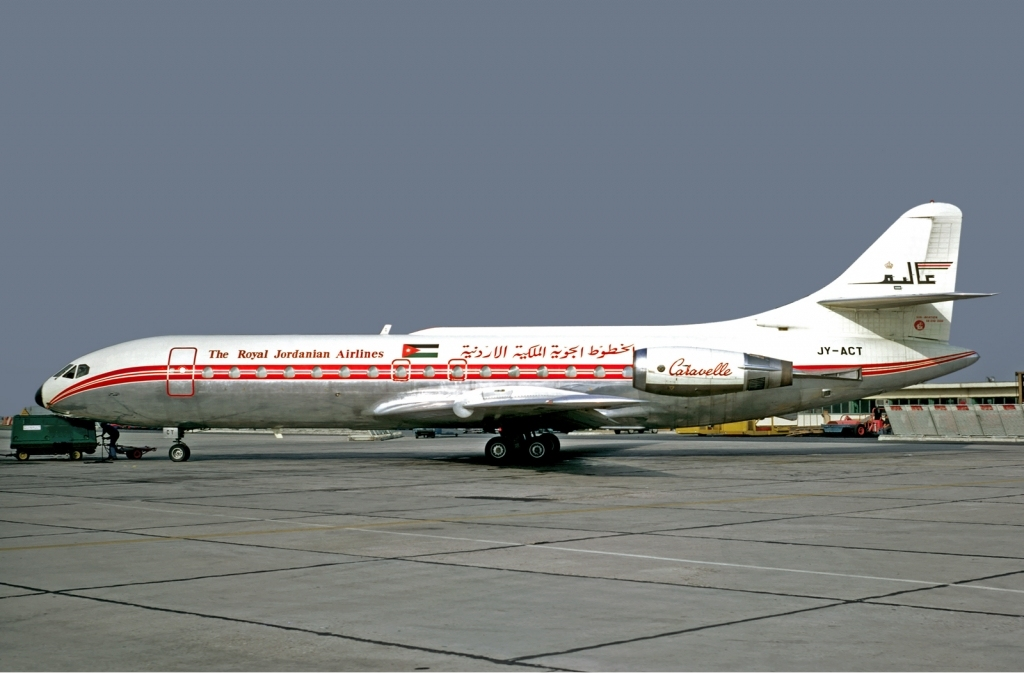
Caravelle 10R der Alia Royal Jordanian Airlines

Im Jahr 1961 hatte die Regierung Jordaniens beschlossen, die Betreiberzeugnisse der 1950 gegründeten Air Jordan und der 1954 gegründeten Jordan International Airlines nicht zu verlängern, so dass beide Gesellschaften ihren Betrieb einstellen mussten. Parallel dazu wurde am 1. September 1961 mit der Jordan Airways eine neue jordanische Fluggesellschaft gegründet, an der die libanesische Middle East Airlines (MEA) zu 25 % und der Staat Jordanien zu 35 % beteiligt waren. Die restlichen Anteile wurden von Privatinvestoren gehalten. Jordan Airways eröffnete am 29. September 1961 ihren Flugbetrieb und setzte zwei von MEA geleasten Vickers Viscount ein. Im Jahr 1963 entschied sich König Hussein dazu, die Zusammenarbeit mit MEA aufzukündigen und stattdessen eine neue jordanische Fluggesellschaft zu gründen.
Die am 9. Dezember 1963 gegründete Fluggesellschaft ALIA, benannt nach der ältesten Tochter des Königs, übernahm das Streckennetz der Jordan Airways sowie deren zwei geleaste Vickers Viscount, mit denen am 15. Dezember 1963 die Betriebsaufnahme erfolgte. Als Ersatz für die Viscounts beschaffte man Anfang 1964 zwei Handley Page H.P.R. 7 Dart Herald, die bis zur Ablösung durch Sud Aviation Caravelle im Jahre 1965 eingesetzt wurden. Mit Verfügbarkeit der Caravelle als vielseitigem Fluggerät ab dem 28. Juli 1965 konnte ALIA ihr Streckennetz auch zu weiter entfernten Zielen wie Rom und Paris ausdehnen. Als Unterstützung für die Caravelle mietete ALIA zwischen November 1966 und März 1967 einige viermotorige Vickers Viscount, die anschließend von ebenfalls gemieteten Fokker F-27 abgelöst wurden.
Im Februar 1968 erhielt ALIA dann ihre erste eigene F-27. Mit der weiteren Expansion des Streckennetzes zu entfernteren Zielen auf dem indischen Subkontinent beschaffte ALIA zwei Boeing 707-320, von denen die erste Maschine am 26. Januar 1971 übergeben werden konnte. Diesen Flugzeugen folgte am 30. November 1972 die erste, von Lufthansa aus zweiter Hand erworbene Boeing 720-030B. Nachfolgerin der Caravelle auf den Mittelstrecken war die Boeing 727-200, das erste dieser Flugzeuge erhielt ALIA am 8. Juli 1974.

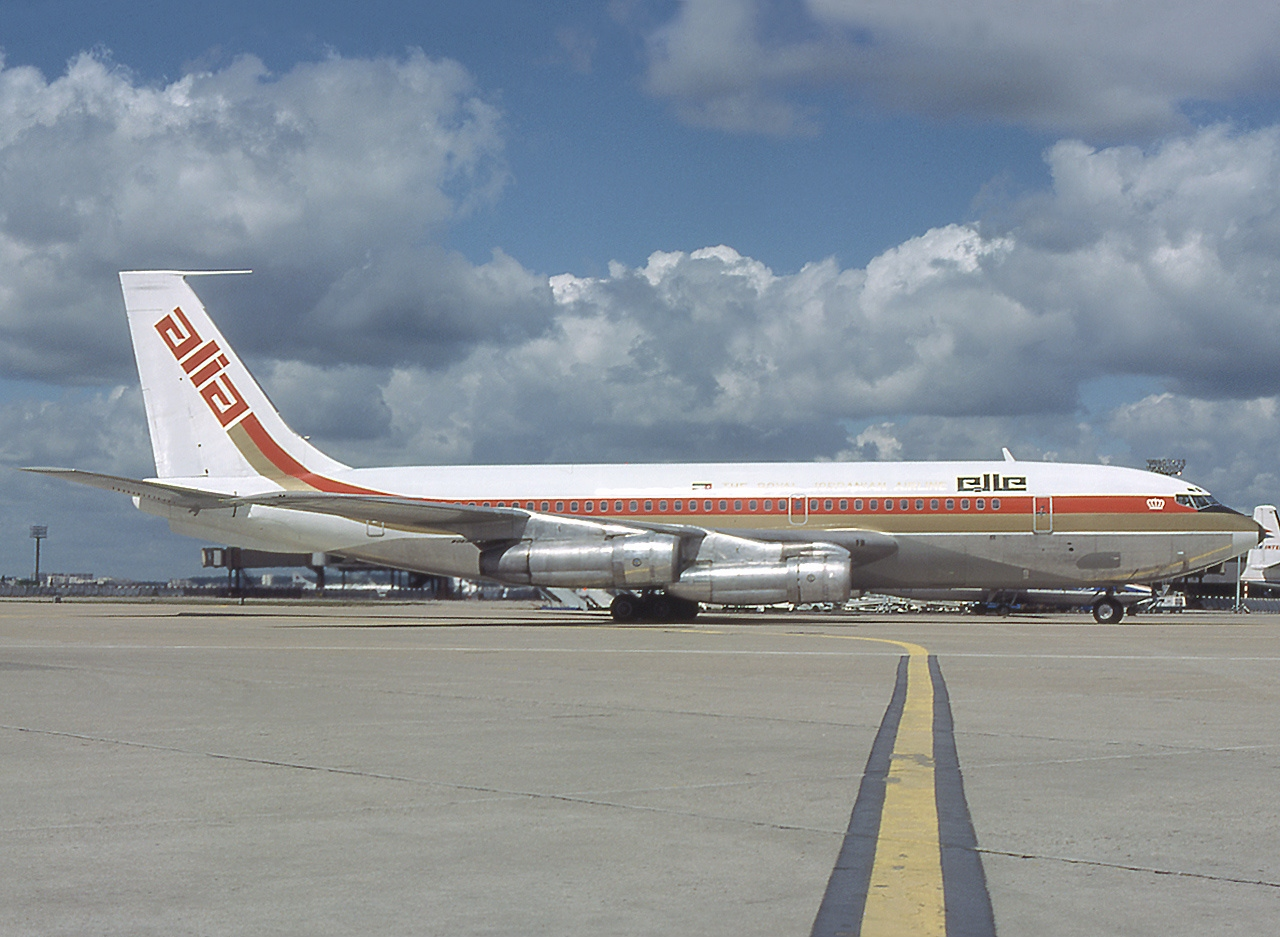
Boeing 720-030B der ALIA, Paris-Orly 1978

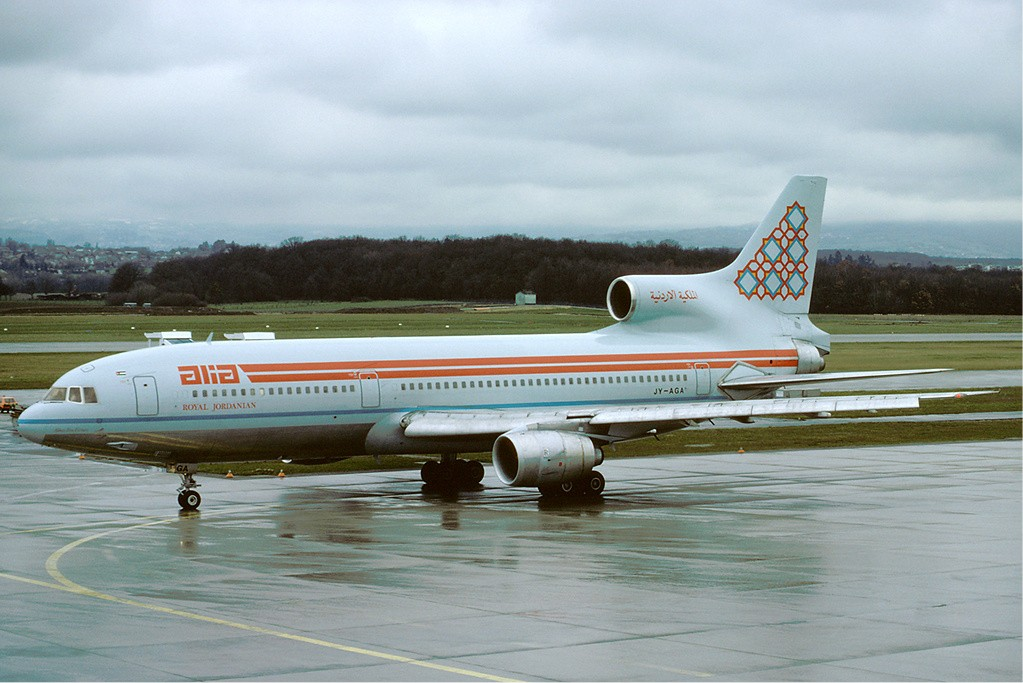
Lockheed L-1011 TriStar der ALIA im Jahr 1984 in Genf

Die für den Einsatz auf Routen nach Westeuropa und Fernost beschafften und ab 13. April 1977 ausgelieferten Boeing 747-200B erwiesen sich als unwirtschaftlich, weswegen ab dem 11. September 1981 die kleineren Lockheed L-1011-500 TriStar zur Flotte stießen.
Nachdem der bisherige stadtnahe Heimatflughafen Amman-Marka zu klein geworden war, konnte Alia im Jahr 1983 in den neu gebauten Queen Alia International Airport umziehen.
Als erste Transatlantikziele wurden ab 1984 New York City und Los Angeles, jeweils via Frankfurt am Main oder London angeflogen. Das Jahr 1986 leitete den Beginn einer umfassenden Unternehmenserneuerung ein, was sich im Dezember des Jahres in einem neuen Corporate Design inklusive der Bemalung der Flugzeuge und der Änderung des Firmennamens von ALIA in Royal Jordanian Airlines widerspiegelte.

### Entwicklung seit den 1990er-Jahren
Mit der Übernahme des ersten Airbus A310 begann das Unternehmen den Wechsel zu einer reinen Airbus-Flotte. Nachfolgemuster der Boeing 727-200 wurde der Airbus A320-200, die ersten beiden Maschinen wurden im Frühjahr 1990 ausgeliefert. Infolge des Zweiten Golfkrieges musste Royal Jordanian schwere finanzielle Verluste verkraften, weswegen ein Großteil der Flotte entweder fremdvermietet oder stillgelegt wurde.
Im März 1996 verließ die letzte Boeing 727 die Flotte, gefolgt von der TriStar im Jahre 1999. Im August 2000 erhielt Royal Jordanien ihren ersten von fünf Airbus A340-200, dieses Muster bildete seither das Rückgrat der Langstreckenflotte und wurde erst 2014 durch Boeing 787-8 abgelöst.
Im Februar 2001 erfolgte die Umwandlung der Royal Jordanian in eine Aktiengesellschaft und alle Unternehmensanteile wurden im Hinblick auf eine Teilprivatisierung an die neu gegründete staatliche Holding Royal Jordanian Investments (RJI) übertragen. Im Dezember 2007 wurden 71 Prozent der Anteile der Fluggesellschaft an die Börse gebracht. 29 Prozent der Anteile verbleiben bei verschiedenen Organisationen der jordanischen Regierung, weitere bei den Mitarbeitern. Das Unternehmen war damit die erste Fluggesellschaft der Levante, die in so großem Umfang privatisiert wurde.
Seit April 2007 ist Royal Jordanian Vollmitglied der Luftfahrtallianz oneworld.

## Flugziele
Royal Jordanian fliegt Ziele innerhalb von Jordanien, Europa, Nordafrika, Nordamerika, Thailand und im Nahen Osten an. Im deutschsprachigen Raum werden Düsseldorf und Frankfurt angeflogen.
Royal Jordanian unterhält Codeshare-Abkommen mit American Airlines, British Airways, Etihad Airways, Gulf Air, ITA Airways, Malaysia Airlines, Oman Air, Qatar Airways, Tarom und Turkish Airlines.

## Flotte

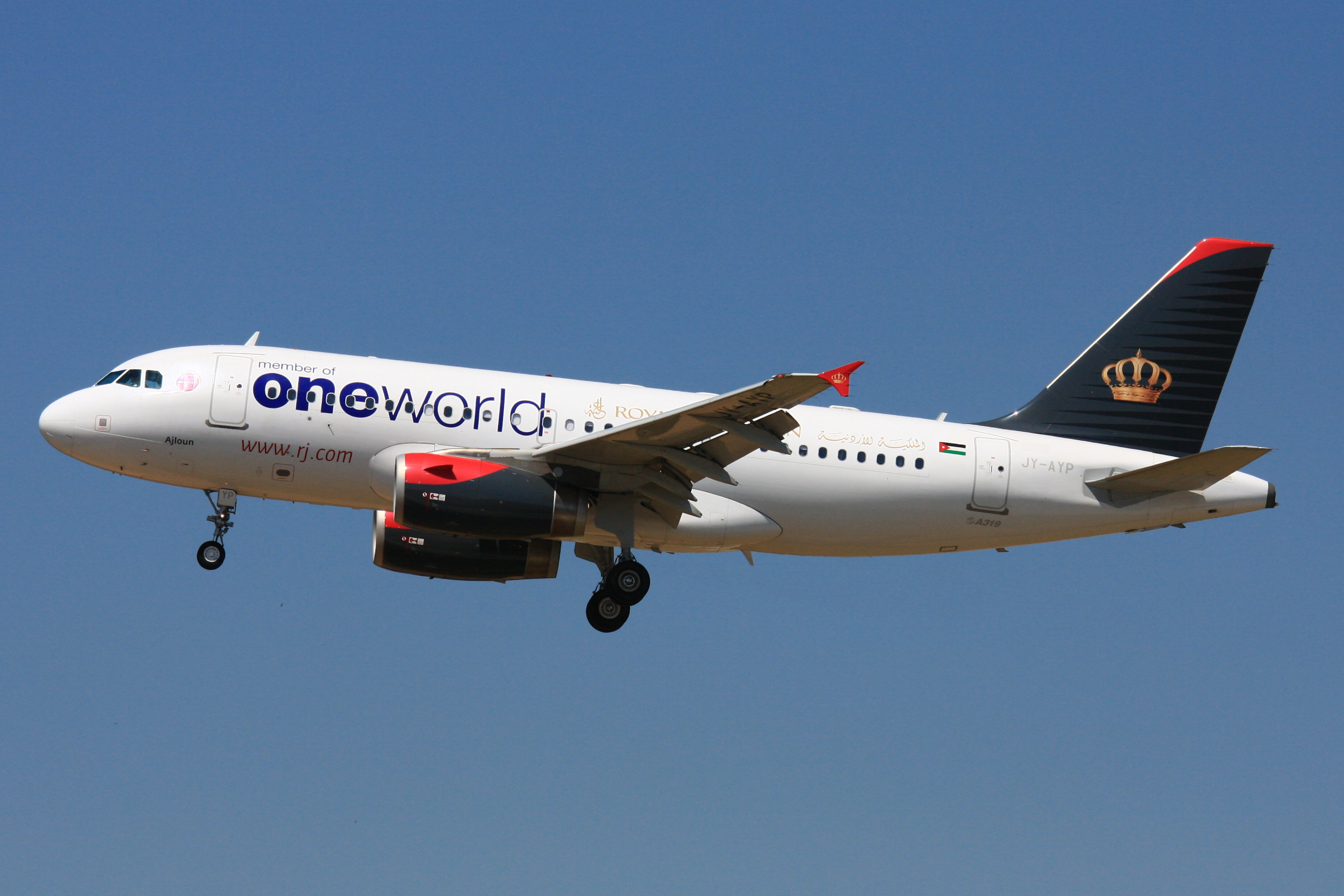
Airbus A319-100 der Royal Jordanian in oneworld-Sonderbemalung

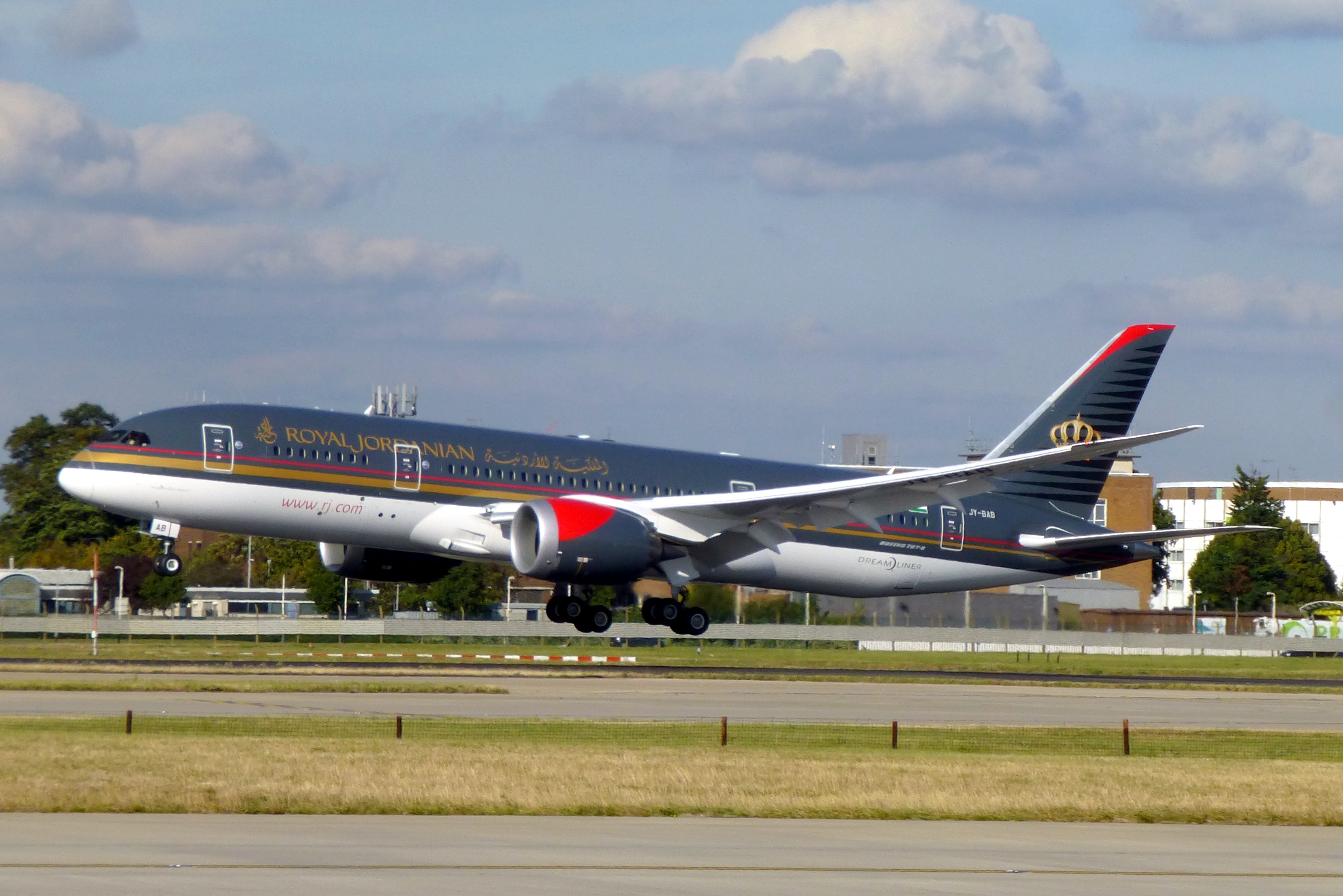
Boeing 787-8 der Royal Jordanian

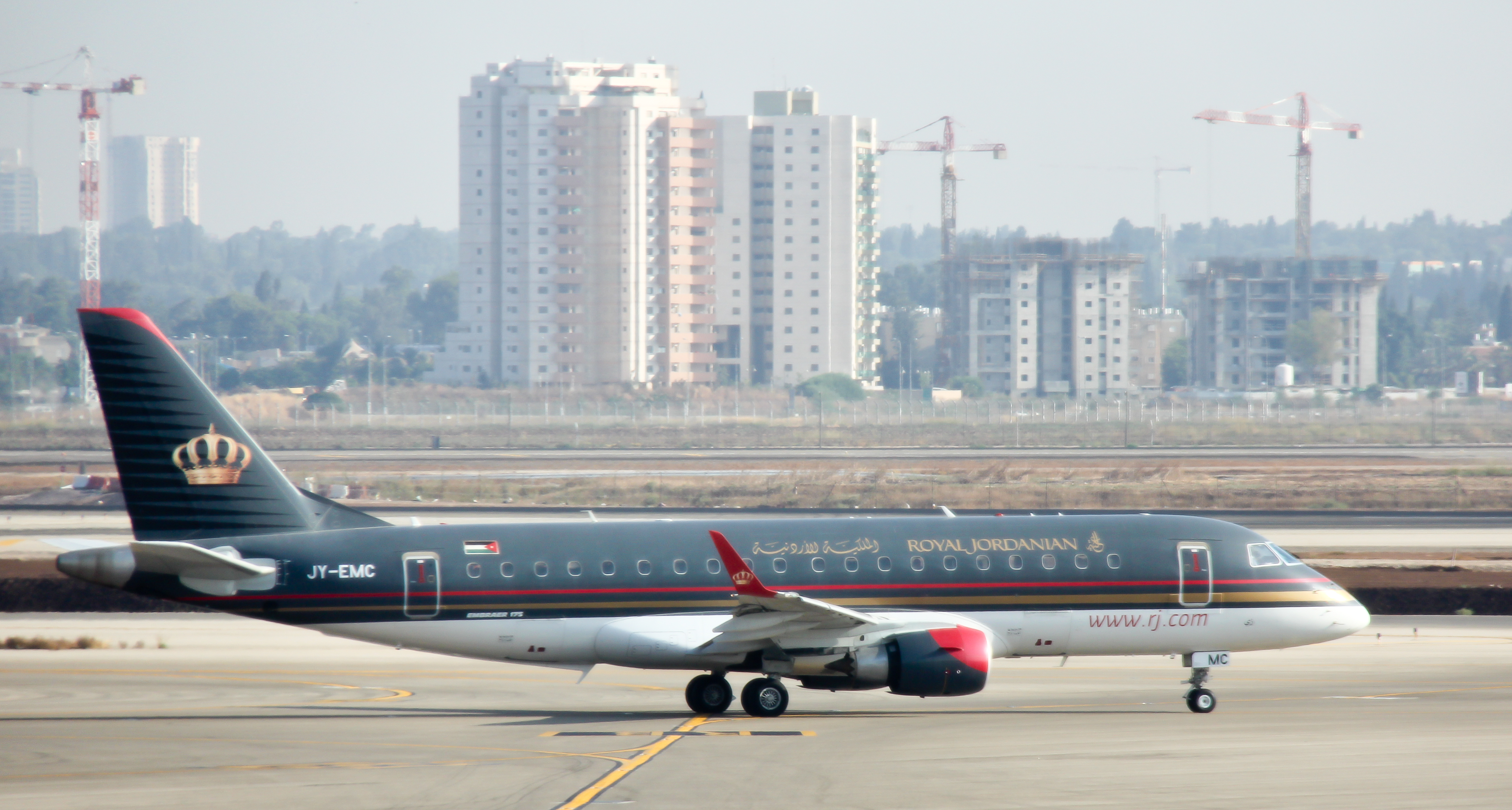
Embraer 175 der Royal Jordanian in Tel Aviv-Ben Gurion

### Aktuelle Flotte
Mit Stand Februar 2025 besteht die Flotte der Royal Jordanian aus 31 Flugzeugen mit einem Durchschnittsalter von 9,3 Jahren:
| Flugzeugtyp     | Anzahl | bestellt | Anmerkungen                             | Sitzplätze (Business/Economy) | Durchschnittsalter |
| --------------- | ------ | -------- | --------------------------------------- | ----------------------------- | ------------------ |
| Airbus A320-200 | 09     |          |                                         | 136 (16/120)                  | 12,9 Jahre         |
| Airbus A320neo  | 02     | 18       |                                         | 150 (12/138)                  | 0,3 Jahre          |
| Airbus A321-200 | 02     |          |                                         | 168 (20/148)                  | 13,8 Jahre         |
| Airbus A321P2F  | 01     | 01       | Auslieferung bis 2025                   | Cargo                         | 13,8 Jahre         |
| Boeing 787-8    | 07     |          |                                         | 271 (24/247)                  | 9,8 Jahre          |
| Boeing 787-9    |        | 06       |                                         | – Offen –                     |                    |
| Embraer 175     | 02     |          |                                         | 72 (12/60)                    | 16,7 Jahre         |
| Embraer 195     | 01     |          |                                         | 100 (12/88)                   | 17,4 Jahre         |
| Embraer 190-E2  | 04     |          |                                         | 92 (12/80)                    | 2,0 Jahre          |
| Embraer 195-E2  | 02     | 02       | Auslieferung seit 2024                  | 122 (12/110)                  | 1,2 Jahre          |
| Gulfstream G700 | 01     |          | Für die Jordanische Regierung betrieben | VIP                           | 0,7 Jahre          |
| Gesamt          | 31     | 27       |                                         |                               | 9,3 Jahre          |

### Aktuelle Sonderbemalungen
| Flugzeugtyp     | Luftfahrzeugkennzeichen | Bemalung               | Zeitraum           | Bild |
| --------------- | ----------------------- | ---------------------- | ------------------ | --- |
| Airbus A319-100 | JY-AYP                  | "oneworld"             | seit März 2009     | |
| Airbus A321-200 | JY-AYV                  | "Retro Alia"           | seit November 2021 | |
| Boeing 787-8    | JY-BAH                  | "Discover Petra"       | seit Oktober 2021  | |
| Embraer 190-E2  | JY-REC                  | "1800th Embraer E-Jet" | seit Mai 2024      | Bild gesucht Die Wikipedia wünscht sich an dieser Stelle ein Bild. Weitere Infos zum Motiv findest du vielleicht auf der Diskussionsseite . Falls du dabei helfen möchtest, erklärt die Anleitung , wie das geht. |

### Ehemalige Flugzeugtypen
Früher betrieb ALIA bzw. Royal Jordanian auch folgende Flugzeugtypen:
- Airbus A300-600R[12]
- Airbus A310-200/-300/-300F
- Airbus A319-100
- Airbus A330-200
- Airbus A340-200
- Boeing 707-320C
- Boeing 720B
- Boeing 727-200
- Boeing 747-200
- Douglas DC-6
- Douglas DC-7
- Fokker F-27 Friendship
- Handley Page Herald
- Lockheed L-1011 TriStar
- Sud Aviation Caravelle 10R
- Vickers Viscount

## Zwischenfälle

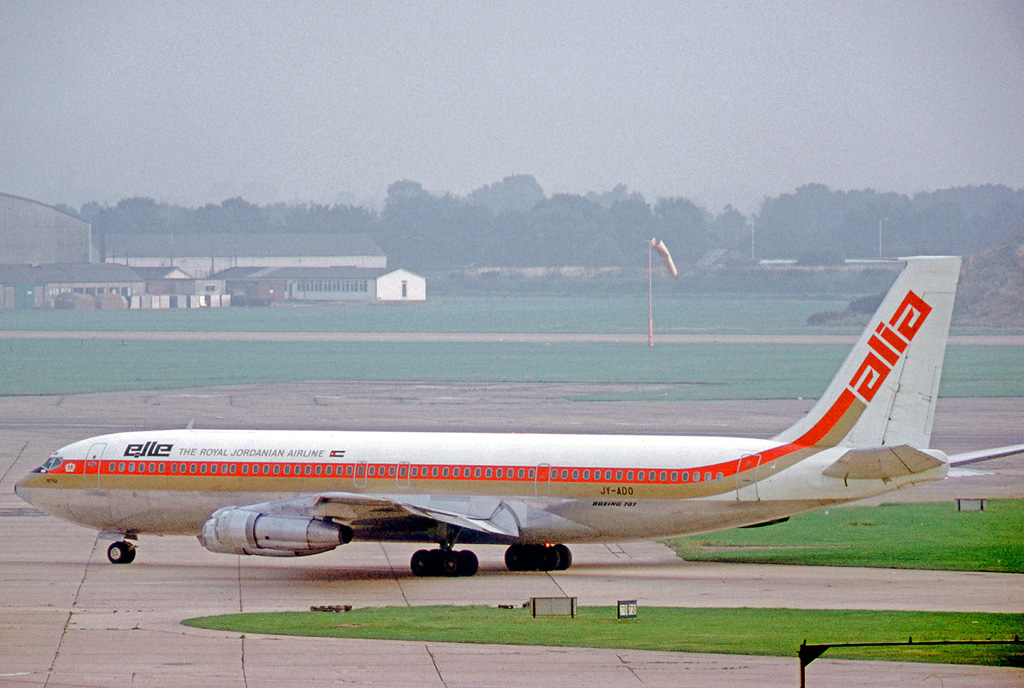
Die 1973 in Kano verunglückte Boeing 707 JY-ADO im Jahr 1971

Bei ALIA bzw. Royal Jordanian kam es von 1965 bis Januar 2023 zu sieben Totalschäden von Flugzeugen. Bei vier davon kamen insgesamt 463 Menschen ums Leben. In den Jahren 1973 und 1975 ereigneten sich mit Maschinen des Typs Boeing 707 zwei Unfälle mit 176 und 188 Toten, die bis in die Gegenwart die beiden schwersten Unfälle mit dieser Baureihe geblieben sind. Der Unfall von 1973 war seinerzeit sogar der schwerste Flugunfall weltweit, bis im Folgejahr mit dem Absturz einer McDonnell Douglas DC-10 auf dem Turkish-Airlines-Flug 981 bei Paris übertroffen wurde. Beispiele:
- Am 10. April 1965 zerbrach eine Handley Page Herald 207 der Alia (Luftfahrzeugkennzeichen JY-ACQ) auf dem Flug von Flughafen Beirut zum Flughafen Amman-Marka 20 Kilometer westnordwestlich von Damaskus in der Luft und stürzte in einen Berg. Alle 54 Insassen starben (siehe auch Flugunfall einer Handley Page Herald der Alia bei Damaskus).[14]

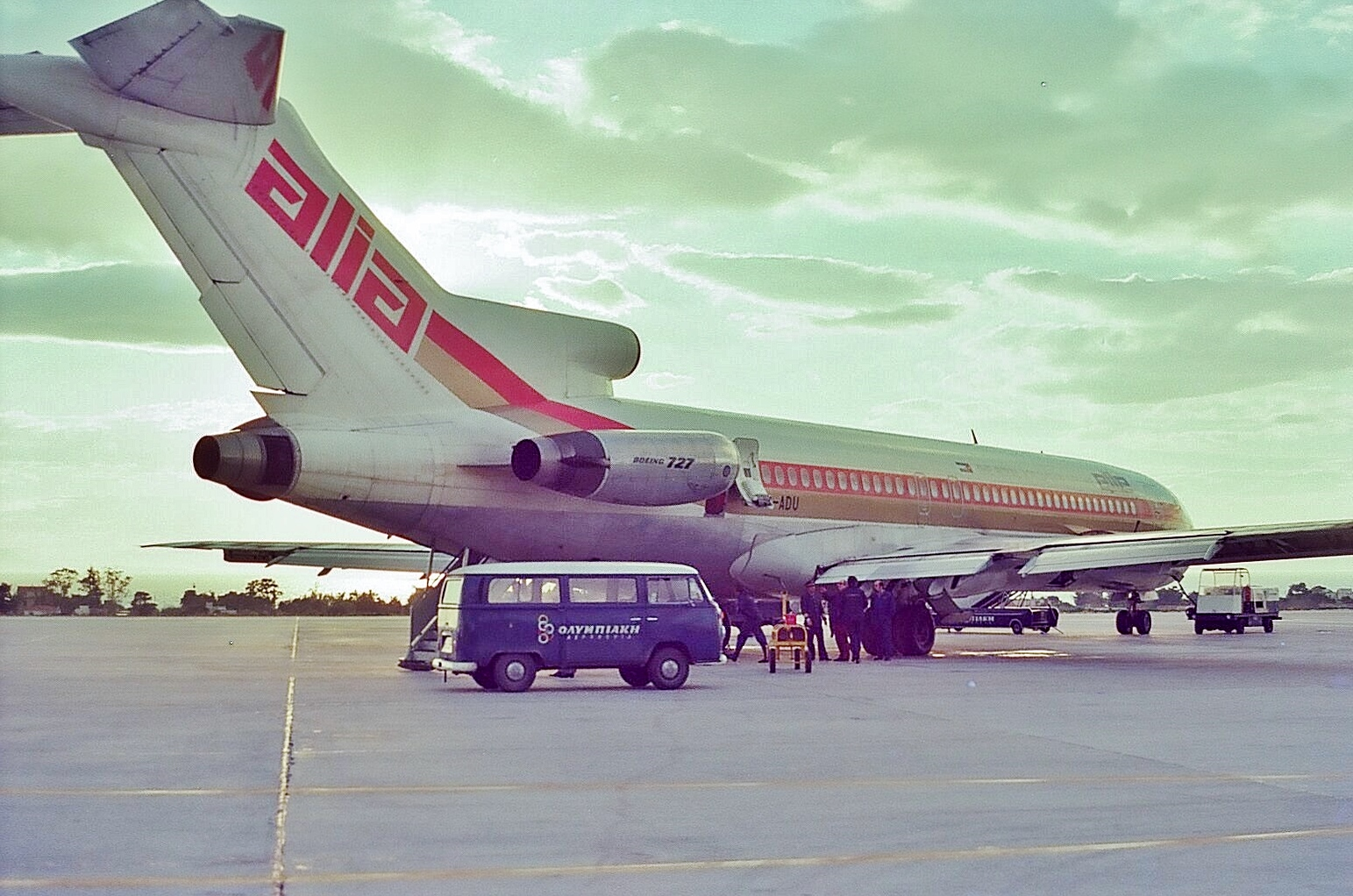
Die 1979 in Doha abgestürzte Boeing 727 JY-ADU, Athen 1977

- Am 5. Juni 1967 wurden die beiden einzigen Douglas DC-7 der Alia Royal Jordanian Airlines (JY-ACP und JY-ACO) im Zusammenhang mit dem Beschuss Westjerusalems durch Jordanien während des Sechstagekriegs auf dem Flughafen Beirut bzw. dem damaligen Flughafen Damaskus durch Luftangriffe am Boden zerstört. Personen kamen nicht zu Schaden.[15][16]

- Am 22. Januar 1973 verunglückte eine Boeing 707-3D3C der Alia (JY-ADO), betrieben für Nigeria Airways, auf dem Rückweg von Mekka, Saudi-Arabien. Die Besatzung des nach Lagos geplanten Fluges war aus Wettergründen ausgewichen und machte eine sehr harte Landung auf dem Flughafen Kano, Nigeria. Die Evakuierung wurde sehr spät eingeleitet. Von den 202 Insassen starben 170 Pilger und 6 Besatzungsmitglieder, 26 Personen überlebten (siehe auch Flugunfall bei Kano 1973).[17]

- Am 3. August 1975 prallte eine Boeing 707-321C der Alia (JY-AEE), auf einem Charterflug für Royal Air Maroc von Frankreich kommend, im Anflug auf den Flughafen Agadir-Inezgane, Marokko, 40 Kilometer vor dem Ziel in 700 Meter Höhe gegen einen Berg. Bei diesem CFIT (Controlled flight into terrain) wurden alle 188 Menschen an Bord getötet. Es war der Unfall einer Boeing 707 mit den meisten Todesopfern (siehe auch Flugunfall bei Agadir).[18]

- Am 14. März 1979 wurde eine Boeing 727-2D3 der Alia Royal Jordanian Airlines (JY-ADU) beim dritten Landeversuch auf dem Flughafen Doha während eines Gewitters durch heftige Scherwinde und Downburst im Landeanflug zu Boden gedrückt, sprang wieder hoch, drehte sich auf den Rücken und stürzte auf den Flughafen. Bei dem Unfall starben 45 der 64 Insassen (siehe auch Alia-Royal-Jordanian-Airlines-Flug 600).[19]